# Station Marseille-Blancarde
Station Marseille-Blancarde is een spoorwegstation in de Franse gemeente Marseille.